# 艾意凯咨询公司
艾意凯咨询公司是一家国际一流的管理咨询机构，于1983年由贝恩策略顾问公司的三位合伙人：理查德·库奇、伊恩·埃文斯和詹姆斯·劳伦斯成立。该公司总部设于英国伦敦，在全球21个办事处拥有超过1500名顾问。作为一家合伙企业，艾意凯咨询公司采用人资事业服务模式（Generalist Model），为客户企业提供管理策略、行业经验、合并收购等，以供应泛亚乃至全球的项目需求。该公司专门开发大型领域之业务，如私募股权基金、国防、航空与旅游、生命科学、医疗保健、能源（煤炭、电力、可再生能源）、娱乐、运输、建材及工业品、零售、消费品以及金融服务。而艾意凯咨询公司的咨询占据了富时100指数的三分之一，是唯一上市的英国策略管理咨询公司。

## 服务
艾意凯咨询公司旨在于提供市场洞见及策略工具，帮助客户在商业环境中运用资源，以提升客户销量和企业盈利。该公司客户涵盖跨国公司、国有企业、民营企业、政府机构和行业组织。其服务范围包括：      
- 为现有市场或新市场提供策略市场见解[4]
- 制定市场经济增长策略[5]
- 甄别及评估投资机会与定价策略，并提供调查服务[6]
- 提升业务组合业绩
- 优化业务流程及供应链[7]
- 提供市场通路的对策与实践
- 解读和分析政策法规

## 交换计划
艾意凯咨询公司每年会进行为期六个月的交换计划（SWAP Program）。其公司员工将与其他海外办事处的同行互换工作地点，在不同的环境下学习专业能力，扩大资源网络。

## 中国分支机构
艾意凯咨询于1998年入驻中国开展业务，在首都北京市和上海市设立分支机构，而在华业务总部是上海的分公司，其团队由常驻中国内陆的合伙人和双语专业人士组成。现任中国分支机构董事总经理为陈玮。

### 出版刊物
- 《运筹帷幄，把握先机》-中国企业携手私募股权基金对外投资指南
- 《长风破浪，直济沧海》-生物医药领域对外投资合作指南
- 《最强边缘优势》-利润增长的新思路
- 《隐藏的价值》（中文版）-发掘利润增长的新途径

## 荣誉与奖项
- 2007年，艾意凯咨询公司获颁英国女王企业奖（The Queen's Award for Enterprise），成为首家获得该荣誉的策略管理咨询公司[10]。
- 2015年，艾意凯咨询公司获英国 HealthInvestor 健康保健公司评为年度最佳策略管理咨询公司。[11]
- 2017年，艾意凯咨询公司在 Vault 50大咨询公司排行榜中位居第8[12]，也获得欧洲最佳员工旅游需求第5名以及最佳假期政策第3名[13]，同时荣获全球最负盛名的咨询公司第14名。[14]